# 三迫川
三迫川（さんはさまがわ）は、宮城県栗原市を流れる北上川水系迫川の支流である。

## 地理
栗駒山の頂上直下の「新潟沢」に端を発し、「駒の湯温泉」付近から「裏沢」と名を変え、様々な沢を合流して「行者の滝」等の渓谷を形成し「三迫川」と名を変え栗駒ダムのダム湖に流入する。
流量調整された河川は氾濫原跡の緩やかな蛇行に沿い迫川に流入する。

## 流域の自治体
栗原市

## 沼ヶ森水源の森
栗駒山山域は栗駒国定公園の指定区域であり、「世界谷地原生花園」のを中心とした森は「沼ヶ森水源の森」として水源の森百選に指定されている。
| 山岳                    | 面積(ha) | 標高(m)  | 人工林(%) | 天然林(%) | 主な樹種                         | 制限林           | 種類                                    | 流量(m3/日) |
| ----------------------- | -------- | -------- | --------- | --------- | -------------------------------- | ---------------- | --------------------------------------- | ----------- |
| 栗駒山山峰 「揚石黒山」 | 130      | 200～660 | 90        | 10        | スギ・アカマツ・コナラ・カラマツ | 水源かん養保安林 | ダム貯水（栗駒ダム）・一部流水（二迫川) | 3,672       |

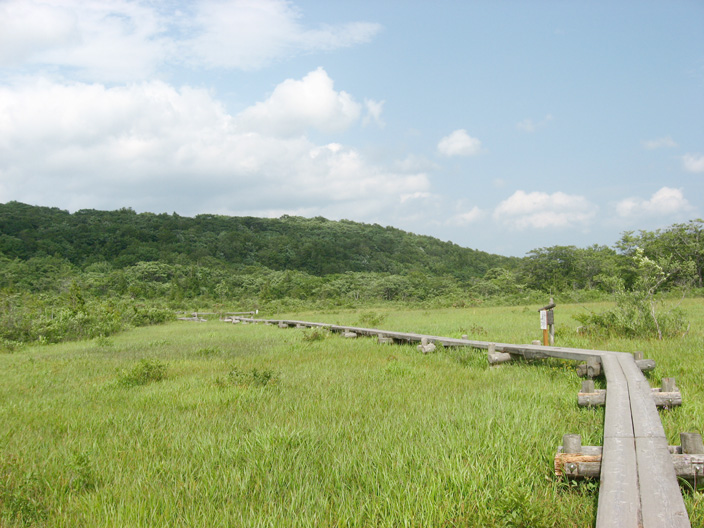
世界谷地原生花園

栗駒ダム上流の水源涵養を目的に、長年にわたり秋田杉等の植林を行うとともに複層林造成も整備している。
中腹は「世界谷地原生花園」と呼ばれる湿原が広がり ミズバショウ・ニッコウキスゲ等の高山植物や草紅葉が初夏から初秋まで見ることが出来る。 　 
- 所在地：宮城県栗原郡栗駒町沼倉東沼ヶ森（データは指定年1995年（平成7年）7月）

## 主な支流
- 鳥沢川 - 綱木川
- 山田川
- 木鉢川
- 栗駒ダム